# 傑爾加奇 (烏克蘭)
杰尔加奇（烏克蘭語：Дергачі，羅馬化：Derhachi，發音：[derɦɐˈtʃi]）是乌克兰哈爾科夫州哈爾科夫區杰尔加奇市镇的城市及行政中心，2020年7月18日前为傑爾加奇區的行政中心。該市位於洛潘河畔，距離州府哈爾科夫12公里，始建於1660年，面積19.1平方公里，海拔高度122米，2022年人口数量为17,139人。

## 图集

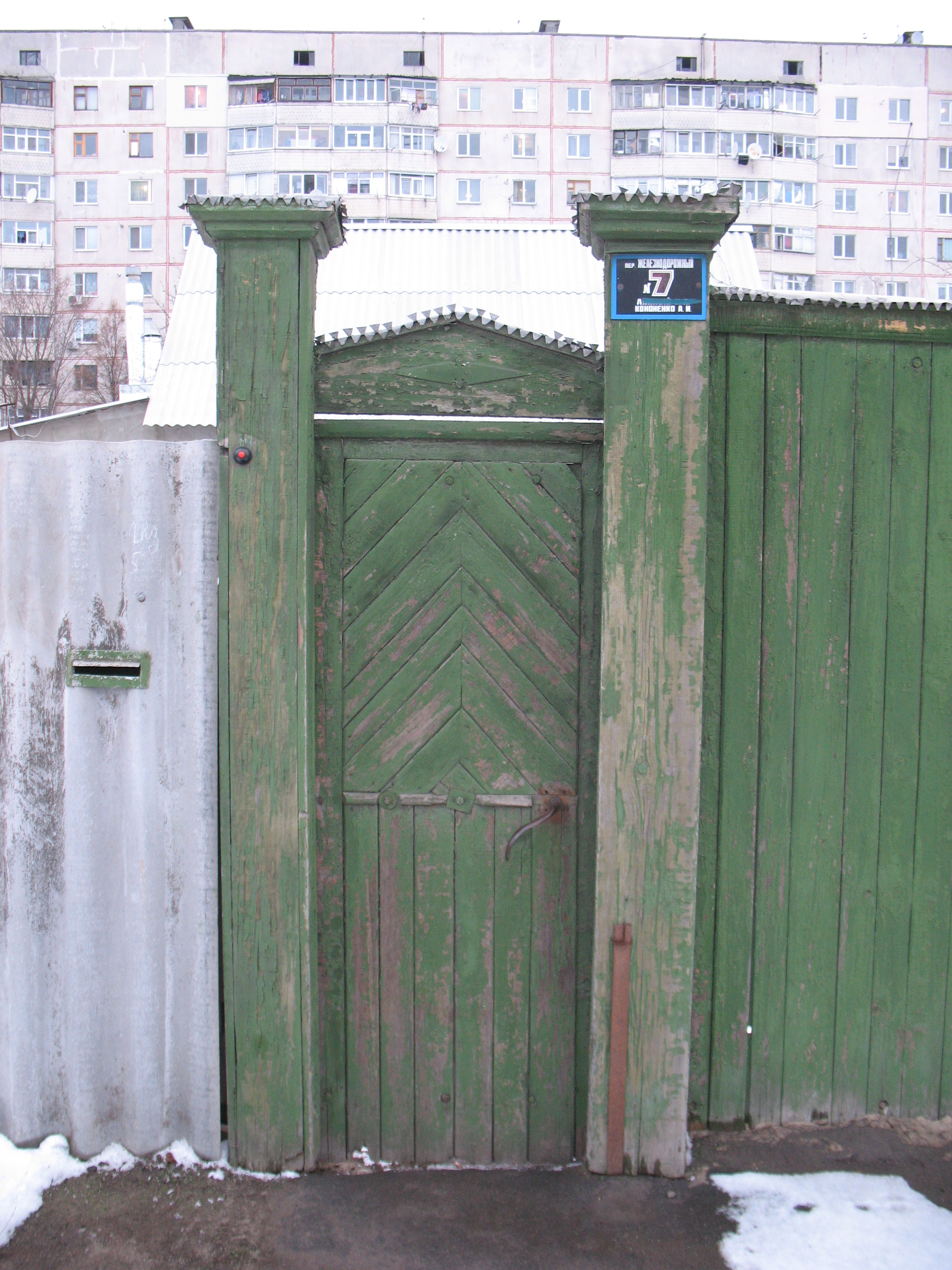
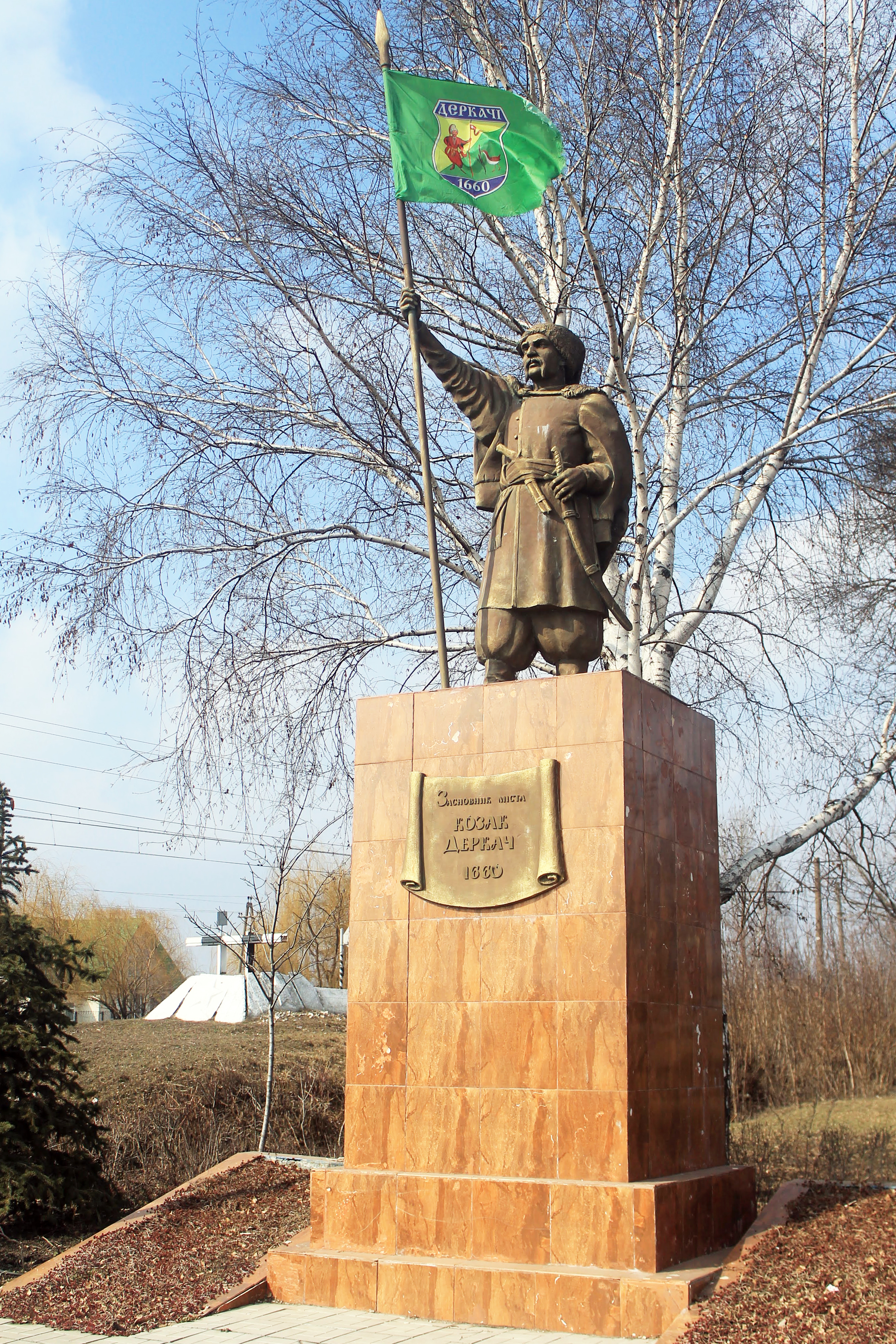

## 來源
1. ↑  . 烏克蘭總統辦公室. 2022-10-04  [2023-06-05]. （原始内容存档于2023-06-05） （乌克兰语）.
2. . 北京: 中国地图出版社. 2023. ISBN 9787520431699. 杰尔加奇
3. . 樂詞網. 國家教育研究院 （中文（臺灣））.
4. ↑   (PDF).   [2023-03-01]. （原始内容存档 (PDF)于2022-08-10）.